# Отровна роза
„Отровна роза“ (на английски: The Poison Rose) е американски трилър от 2019 година на режисьорите Джордж Гало и Франческо Чинкуемани, по сценарий на Ричард Салваторе, Франческо Чинкуемани и Лиса Гилберто, и с участието на Джон Траволта и Морган Фрийман. Базиран е по едноименния роман на Ричард Салваторе. Филмът е пуснат на екран на 24 май 2019 г. от Lionsgate.
В България филмът е излъчен по bTV Cinema на 29 юни 2020 г.